# 徐家宅河
徐家宅河是中華人民共和國上海市静安区境內的一條河流，也是东茭泾的一条支流，源頭位於靜安區和宝山區交界处，全长约1.07或1.06公里。
1990年代以前，徐家宅河岸边的豆制品厂等工厂企业产生的工业污水一直排入河道，導致河水發黑，河水還有一股腐臭味。徐家宅河因而列為上海市56条段城市黑臭水体之一以及住建部黑臭水体名录。2005年至2014年期間，當局對徐家宅河進行整治。期间豆制品工厂被搬迁。2016年基本消除黑臭。2018年、2020年，徐家宅河被评为上海市“最佳河道整治成果”和上海市“最美河道”。2021年，徐家宅河被命名为上海市三星级河道。2022年，當局又對徐家宅河進行景观改造。